# Leopoldo Castillo
Leopoldo Helimenes Castillo Atencio (Maracaibo, Venezuela, 30 de septiembre de 1946), también conocido como El Ciudadano, es un abogado, doctor en ciencias políticas, productor, conductor y comunicador venezolano.

## Carrera diplomática
Leopoldo Castillo fue embajador de Venezuela en El Salvador durante el gobierno de Luis Herrera Campíns,entre el 12 de noviembre de 1981 y el 26 de enero de 1983.

## Carrera informativa
Castillo es conocido por haber conducido el programa de televisión Aló Ciudadano en Globovisión, el cual les brindaba el derecho de palabra a los ciudadanos tanto para defenderse como para replicar a cualquier noticia que estuviera en el aire y nació como respuesta al programa Aló Presidente del presidente Hugo Chávez. 
Aló Ciudadano estuvo al aire durante doce años y cesó transmisiones el 16 de agosto de 2013 en una última transmisión donde pasaron todos los reemplezos, suplentes y demás conductores que trabajaban en el programa. El mismo día Leopoldo Castillo renunció en vivo de Globovisión.
El 14 de enero de 2020, Leopoldo fue designado por la IV Legislatura de la Asamblea Nacional de Venezuela como presidente del canal de televisión altenativo TeleSur Libre, dicho canal sería la contraparte de la multiestatal de noticias Telesur, manejada por gobiernos de izquierda latinoamericana. Las declaraciones de Juan Guaidó, anunciando cambios en Telesur, fueron rechazadas por Patricia Villegas, presidenta del canal, y el proyecto del canal de televisión alternativo no se llevó a cabo. Actualmente se encuentra radicado en Miami, trabajando para programa televisivo de corte informativo y de opinión en EVTV titulado El Citizen.